# Errico Sansone
Errico Sansone   (Nàpols, 13 d'agost de 1859 - 1908 (>1908)) fou un compositor napolità.
Es donà a conèixer molt jove actuant com a hàbil violinista, i actuà algun temps com a virtuós i com a primer violí d'un quartet d'instruments d'arc. Després s'assenyalà com a director d'orquestra en el principals teatres de l'òpera italians, i després marxà als Estats Units, on s'establí primer a Chicagoi posteriorment a Saint Paul (Minnesota),com a professor i director d'orquestra.
Va compondre una òpera en cinc actes titulada Abel, i un Concert per a violí amb acompanyament d'orquestra, dues Suites per a instruments d'arc, i molta música religiosa, obres corals i lieder.